# Youngblood Hawke
Youngblood Hawke (conocida en español como Una mujer espera en España y Un amor espera en México) es una película dramática estadounidense de 1964 dirigida por Delmer Daves y protagonizada por James Franciscus, Suzanne Pleshette y Geneviève Page. Fue una adaptación de la novela homónima de Herman Wouk de 1962, que se basó libremente en la vida de Thomas Wolfe.

## Argumento
Youngblood Hawke es un camionero de Kentucky que se muda a la ciudad de Nueva York con el sueño de convertirse en un escritor destacado. Casi de inmediato conoce a la editora Jeanne Green. Ella ve una gran promesa en los escritos de Hawke y se enamora del apuesto kentuckiano mientras lo ayuda a conseguir su primer libro. Su primera novela tiene un éxito moderado, pero una antigua actriz de teatro la transforma en una obra de Broadway. Jeanne descubre que Youngblood tiene efecto en muchas mujeres, por lo que acepta un trabajo en una editorial. Poco después, se anuncia la segunda novela de Hawke y él se convierte en el centro de atención de la ciudad. Luego tiene una aventura con una socialité casada. Su tercera novela fracasa y es criticada. La situación financiera de Hawke empeora y tiene que regresar a Kentucky. Mientras está en Kentucky trabajando en su próximo libro, contrae neumonía y luego se da cuenta de que Jeanne era su mujer ideal.

## Reparto
- James Franciscus como Youngblood Hawke.
- Suzanne Pleshette como Jeanne Green.
- Geneviève Page como Frieda Winter.
- Eva Gabor como Fannie Prince.
- Mary Astor como Irene Perry.
- Lee Bowman como Jason Prince.
- Edward Andrews como Quentin Judd.
- Don Porter como Ferdie Lax.
- Mildred Dunnock como la Sra. Sarah Hawke.
- Kent Smith como Paul Winter Sr.
- John Dehner como Scotty Hawke.
- John Emery como Georges Feydal.
- Mark Miller como Ross Hodge.
- Hayden Rorke como el Sr. Givney.
- Werner Klemperer como Sr. Leffer.
- Mary Lawrence como la Sra. Givney (cameo no acreditado).
- Martin Balsam como él mismo (cameo no acreditado).

## Producción
En septiembre de 1962, Warner Bros anunció que Delmer Daves escribiría, produciría y dirigiría un largometraje basado en la novela. Daves hizo anteriormente A Summer Place, Parrish, Susan Slade y Rome Adventure para el estudio, todas ellas protagonizadas por Troy Donahue.
Daves dedicó tiempo a decidir qué parte de la novela quería filmar. Decidió comenzar con el ascenso de Hawke mientras conducía un camión y terminar con su recuperación en el hospital de una muerte cercana. El guion original tardó seis semanas en escribirse. Tenía 140 páginas en letra pequeña, lo que habría durado entre seis y siete horas. Luego cortó el guion después de mirar varios lugares.
El papel principal se le ofreció a Warren Beatty, quien exigió una tarifa de 200 000 dólares más la aprobación del guion y del reparto. También se habló de George Peppard, Stuart Whitman y Terence Stamp. James Franciscus fue elegido sin siquiera una prueba de pantalla. (Daves lo vio en The Outsider y el piloto de Mr. Novak). Firmó en marzo de 1963.
La protagonista femenina fue para Suzanne Pleshette, quien hizo Rome Adventure con Daves.
El rodaje comenzó en Nueva York en abril de 1963.